# Carex sacrosancta
Carex sacrosancta är en halvgräsart som beskrevs av Masaji Masazi Honda. Carex sacrosancta ingår i släktet starrar, och familjen halvgräs.

## Underarter
Arten delas in i följande underarter:
- C. s. sacrosancta
- C. s. tamakii